# 氷川八幡神社 (和光市新倉)
氷川八幡神社（ひかわはちまんじんじゃ）は、埼玉県和光市の神社。

## 歴史
弘安年間（1278年 - 1288年）に創建された。当地はかつては「新倉村」と呼ばれており、後に上下に分村した。「上新倉村」は現在の同市新倉であり、「下新倉村」は現在の同市下新倉である。下新倉にも同名の神社がある。満願寺が別当寺であった。
1890年（明治23年）、明治初期の神仏分離後も当社に残されていた神仏習合色が強い「八幡大菩薩像」を焼却し、その灰を境内に埋め「元宮様」として祀った。
「氷川八幡神社」と称する神社は、当社と下新倉の2社の他に、鴻巣市の氷川八幡神社があるだけ、という珍しい神社である。

## 交通アクセス
- 和光市駅より徒歩23分。